# La Fàbrega (l'Estany)

La Fàbrega, respecte del terme de l'Estany

La Fàbrega és un paratge de bosc i coster de muntanya del terme municipal de l'Estany, a la comarca del Moianès.
Està situat a la part central-nord del terme municipal, al nord de la masia de la Crossa, en el coster de llevant del Puig de la Caritat, al nord del nucli urbà de l'Estany. És a ponent de la Sauleda i al sud-oest del Polígon industrial de l'Estany.